# Bitka pri Bzuri
Bitka pri Bzuri (tudi bitka pri Kutnem) je potekala med 9. in 19.  septembrom 1939 in predstavlja največjo bitko poljske kampanje druge svetovne vojne.
Kmalu po začetku nemškega napada na Poljsko je uspelo enotam Wehrmachta prebiti poljske obrambne linije in s severa in jugovzhoda prodreti v notranjost poljskega ozemlja. Medtem je uspelo poljakom pod vodstvom generala Tadeusza Kutrzebe severno od reke Bzure neopazno zbrati 8 pehotnih divizij in 2 konjeniški brigadi.
S temi enotami so sprožili protinapad proti prodirajoči nemški 8. armadi pod vodstvom generala Blaskowitza.
Po začetnih poljskih uspehih so enote Wehrmachta položaj stabilizirale in ob pomoči 4. armade, ki je napadla s severa in zahoda ter 10. armade, ki je napadala z jugovzhoda zopet prevzele pobudo v bitki.  
Poljaki so s to bitko začasno zadržali nemški prodor proti Varšavi, a so nemške sile strle njihov odpor; zajeli so 170.000 poljskih vojakov.